# Det Søsterlige Velgørenheds Selskabs Skole
Det Søsterlige Velgørenheds Selskabs Skole var en privat välgörenhetsskola för flickor i Köpenhamn i Danmark mellan 1791 och 1950. Skolan grundades av välgörenhetsföreningen Det Søsterlige Velgørenheds Selskab (SVS). 
SVS bildades av Emanuel Balling 31 juli 1790. Föreningen grundade en skola år 1791.  Dess lokaler bytte ofta adress.  SVS:s betalade skolgången för fattiga flickor i sin skola.  Det hade 10 elever vid invigningen, 34 år 1800, och var en av de mer framträdande skolorna för flickor på sin tid. 
Skolans syfte var att erbjuda en bred utbildning till fattiga flickor, som på den tiden ofta inte gick någon skolgång alls, och ge dem kunskaper som kunde göra det möjligt för dem att försörja sig om det skulle bli nödvändigt, och ge dem ett alternativ till misär eller prostitution. En stor vikt lades vid handarbete och religion, men det gavs även en bredare undervisning i vetenskaper och andra akademiska ämnen, vilket var progressivt för en flickskola vid denna tid, och gjorde den till en av de första i sitt slag i Danmark.  Efter avslutad skolgång skulle skolan enligt stadgarna finna en arbetsplats åt de elever som inte återvände till sina familjer eller gifte sig: under skolans första decennier, innebar det i praktiken oftast en tjänst som hushållsarbetare, lärare, tvätterska eller sömmerska. 
Skolan upphörde 1950. 